# Đèo Sa Mù
Đèo Sa Mù là đèo trên Đường Hồ Chí Minh ở vùng giáp ranh xã Hướng Phùng và Hướng Việt huyện Hướng Hóa tỉnh Quảng Trị, Việt Nam.
Đèo ở nơi tiếp giáp vùng thời tiết khác nhau của đông và tây Trường Sơn, nên thường có nhiệt độ mát lạnh và xuất hiện biển mây huyền ảo.
Tên đèo đặt theo tên của suối Xê Samu, con suối khởi nguồn từ lưng đèo phía tây. Đây là con sông dài khoảng 43 km, thuộc lưu vực sông Mekong. Sông chảy theo hướng tây sang Lào, và đổ vào Sê Bănghiêng ở bản Vanghai 16°47′20″B 106°17′32″Đ / 16,788953°B 106,292139°Đ muang Xepon tỉnh Savannakhet.
Tuy nhiên do có biển mây huyền ảo thường xuất hiện mà du khách diễn giải tên gọi "Sa Mù" là do "mây mù sa xuống".

## Vị trí
Đèo Sa Mù dài 19,8 km. Đỉnh đèo ở cách ngã ba Tân Hợp 16°38′08″B 106°44′28″Đ / 16,635487°B 106,741053°Đ trên Quốc lộ 9, đi theo đường Hồ Chí Minh hướng tây bắc khoảng 32 km.
Đường lên đèo đi qua làng Chênh Vênh, nơi đặt Trạm Kiểm soát biên phòng A Roong. Tại chân đèo có Thác Chênh Vênh trên suối Xê Samu, còn gọi là suối A Roong.
Đèo Sa Mù cùng với Thác Chênh Vênh 16°46′46″B 106°34′52″Đ / 16,779386°B 106,581165°Đ và Thác Tà Puồng 16°52′04″B 106°34′46″Đ / 16,867817°B 106,579394°Đ tạo ra cụm các điểm du lịch hấp dẫn cho tua ngắn ngày.